# Znamia Truda Oriechowo-Zujewo
Znamia Truda Oriechowo-Zujewo (ros. Футбольный клуб «Знамя Труда» Орехово-Зуево, Futbolnyj Klub "Znamia Truda" Oriechowo-Zujewo) – najstarszy rosyjski klub piłkarski. Założony w 1909 roku.

## Historia
Chronologia nazw:
- 1909—1935: Morozowcy Oriechowo-Zujewo (ros. «Морозовцы» Орехово-Зуево), KSO, Krasnoje Oriechowo lub Krasnyj Tiekstilczik
- 1936—1937: Krasnoje Znamia Oriechowo-Zujewo («Красное Знамя» Орехово-Зуево)
- 1938—1945: Zwiezda Oriechowo-Zujewo («Звезда» Орехово-Зуево)
- 1946—1957: Krasnoje Znamia Oriechowo-Zujewo («Красное Знамя» Орехово-Зуево)
- 1958—1991: Znamia Truda Oriechowo-Zujewo («Знамя Труда» Орехово-Зуево)
- 1992: Chitryje Lisy Oriechowo-Zujewo («Хитрые Лисы» Орехово-Зуево)
- 1993—1996: Oriechowo Oriechowo-Zujewo («Орехово» Орехово-Зуево)
- 1997—2002: Spartak-Oriechowo Oriechowo-Zujewo («Спартак-Орехово» Орехово-Зуево)
- 2003—...: Znamia Truda Oriechowo-Zujewo («Знамя Труда» Орехово-Зуево)

Piłkarska drużyna Morozowcy została założona w 1909 w mieście Oriechowo-Zujewo. Zespół często zmieniał nazwy. Do 1946 występował w okręgowych rozgrywkach piłkarskich.
W 1946 startował w Trzeciej Grupie, podgrupie Centralnej Mistrzostw ZSRR. Następny udział w Mistrzostwach był w 1949, kiedy to drużyna debiutowała w Drugiej Grupie, podgrupie 4. W 1962 zespół spadł do niższej ligi.
W 1962 również dotarł do finału Pucharu ZSRR.
Do 1989 zespół występował w Drugiej Lidze, z wyjątkiem sezonu 1970, kiedy to spadł do niższej ligi.
W 1990 i 1991 występował w Drugiej Niższej Lidze
W Mistrzostwach Rosji klub do 2003 występował w Drugiej Lidze z wyjątkiem sezonów 1993 i 1999, spędzonych w Pierwszej Lidze oraz 1996, kiedy to występował w Trzeciej Lidze.
W latach 2004–2006 występował w Amatorskiej Piłkarskiej Lidze, w grupie Podmoskiewskiej. 27 maja 2004 w tragicznym wypadku samochodowym zginęło 9 piłkarzy klubu.
Od 2007 ponownie występuje w Drugiej Dywizji.

## Najlepsze wyniki
- 3 miejsce w Drugiej Grupie ZSRR:

1949
- finalista Pucharu ZSRR:

1962
- 18 miejsce w Rosyjskiej Pierwszej Dywizji:

1993
- 1/8 finału w Pucharze Rosji:

1999

## Znani piłkarze
- / Michaił Biriukow
- / Siergiej Czudin
- / Wiaczesław Dajew
- Siergiej Ignaszewicz
- / Jewgienij Korniuchin
- Aleksiej Miedwiediew
- Władimir Socznow
- Siergiej Żukow